# Banco Espírito Santo
Banco Espírito Santo e Comercial de Lisboa, allmänt känd som Banco Espírito Santo, eller BES,  är en portugisisk bank med huvudkontoret i Lissabon.
BES grundades 1920, är börsnoterad på Euronext Lisbon och ingår i PSI-20 index.

## Verksamhet
- Angola
- Bahamas
- Brasilien
- Cayman Islands
- Frankrike
- Irland
- Kap Verde
- Macau
- Portugal
- Spanien
- Storbritannien
- USA